# میرزا محمود خان مبصرالملک
 میرزا محمودخان مبصرالملک سیاستمدار اهل ایران و نماینده مجلس شورای ملی در دوره سوم (از ۱٢٩٣ تا انحلال مجلس ١٢٩۴ خورشیدی) از حوزه انتخابی تون(فردوس) و طبس بود.